# Regalianus
P. C(assius?) Regalianus (? - 260) là một viên tướng người Dacia đã khởi binh chống lại Đế quốc La Mã và tự mình xưng đế được một thời gian ngắn rồi sau bị thuộc hạ của mình phản bội giết chết.

## Binh nghiệp
Nguồn tài liệu chính của thông tin là bộ sử không đáng tin cậy Historia Augusta. Các nguồn khác là Eutropius, người gọi ông là Trebellianus, thêm cả Aurelius Victor và cuốn Epitome còn gọi ông là Regillianus. Về nguồn gốc của mình, Tyranni Triginta nói rằng ông là một người Dacia có quan hệ bà con với Decebalus. Ông có lẽ là xuất thân từ tầng lớp Nguyên lão nghị viên và được Hoàng đế Valerianus phong làm tướng.
Sau thất bại quân sự ở Ba Tư và Valerianus bị vua Shapur I bắt giữ ở phía đông năm 260, các cư dân vùng biên giới cảm thấy bất an và quyết định bầu chọn một vị hoàng đế của mình để đảm bảo với họ là sẽ có các nhà lãnh đạo chống lại các mối đe dọa từ bên ngoài. Dân chúng và quân đội tỉnh Pannonia bèn chọn Ingenuus và bầu ông làm hoàng đế nhưng chẳng bao lâu sau thì bị vị hoàng đế hợp pháp Gallienus đánh bại.
Sau khi Gallienus tiến quân tới Ý để đối phó với một cuộc xâm lược của người Alamanni. Người dân địa phương tại đây phải đối mặt với mối đe dọa của người Sarmatia liền bầu Regalianus làm hoàng đế, đồng thời ông còn phong cho vợ mình là Sulpicia Dryantilla, vốn xuất thân từ dòng dõi quý tộc, làm Augusta để củng cố thế lực. Regalianus đã dũng cảm chiến đấu chống lại người Sarmatia ngay sau đó. Một thời gian ngắn sau thắng lợi này, ông bị liên minh người dân nước mình và người Roxolani nổi dậy giết chết.
Một vài giai thoại còn lại về người đàn ông này, trong các ký họa tiểu sử ngắn gọn của ông được lấy từ trong cuốn sách Ba mươi Bạo chúa trong bộ sử Historia Augusta: có nói ví dụ như ông được đưa lên ngôi là nhờ tên của mình (Regalianus nghĩa là "của một vị vua "hay "đế vương"); khi binh lính của ông nghe được lời chế giễu này liền chào đón Regalianus như là hoàng đế của họ.